# Lilbouré (Pissila)
Pour les articles homonymes, voir Lilbouré.
Lilbouré est une localité située dans le département de Pissila de la province du Sanmatenga dans la région Centre-Nord au Burkina Faso.

## Géographie
Lilbouré se trouve à 5 km au sud-est de Noaka, à 8 km à l'ouest de Pissila, le chef-lieu du département, et à environ 20 km au nord-ouest de Kaya, la capitale régionale. Le village est à 1,5 km au nord de la route nationale 3, axe important reliant à Tougouri à Kaya.

## Économie
L'activité du village est essentiellement agro-pastorale.

## Éducation et santé
Lilbouré accueille un centre de santé et de promotion sociale (CSPS) tandis que le centre hospitalier régional (CHR) se trouve à Kaya.
Le village possède une école primaire franco-arabe privée tandis que le collège d'enseignement général (CEG) est à Noaka et le lycée départemental à Pissila.